# Hartmanice u Poličky

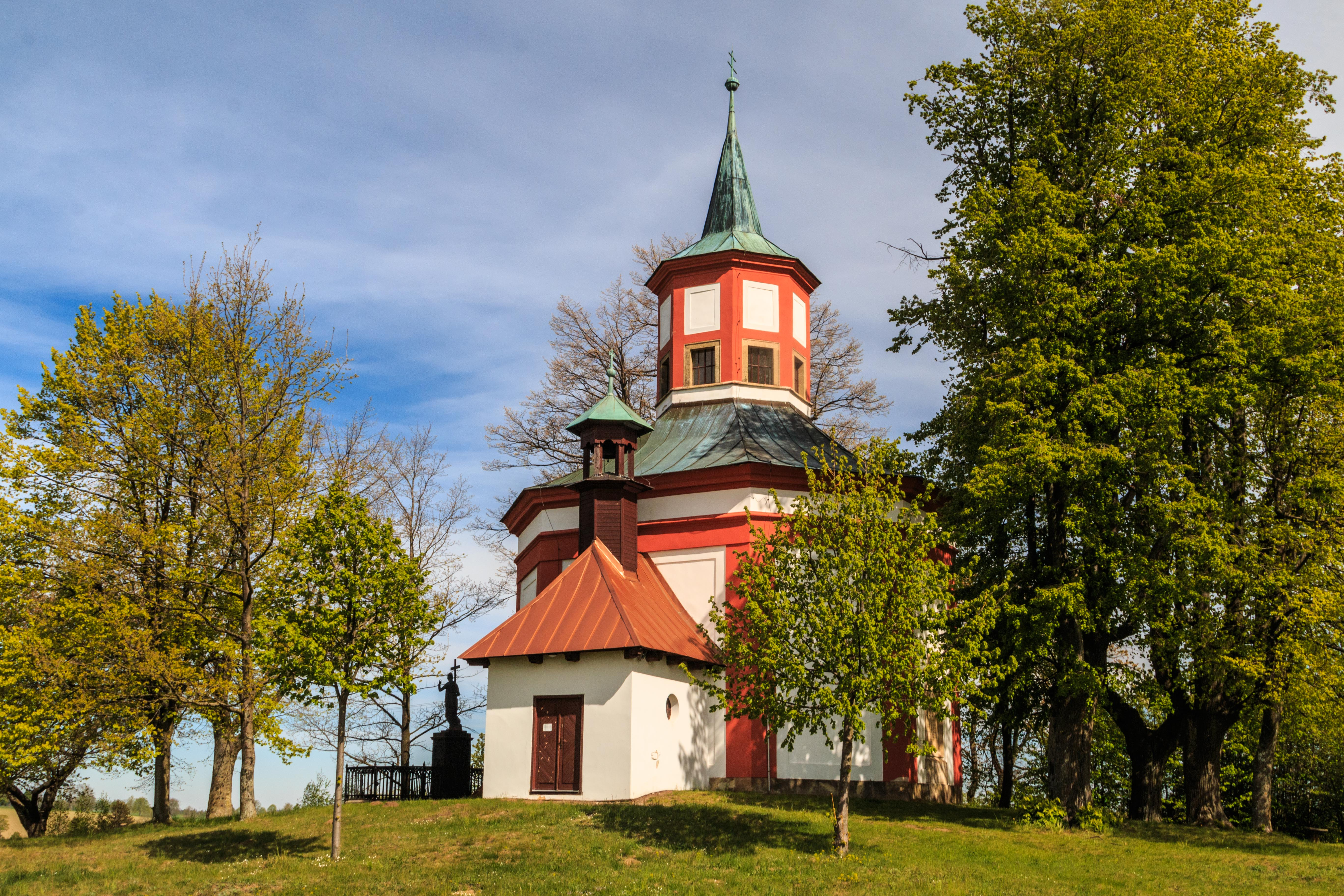
Hartmannitzer Kapelle

Hartmanice (deutsch Hartmannitz) ist eine Gemeinde in Tschechien. Sie liegt zwei Kilometer östlich der Stadt Bystré und gehört zum Okres Svitavy.

## Geographie
Das Waldhufendorf befindet sich am Oberlauf des Baches Hartmanický potok in der Hornosvratecká vrchovina (Bergland der Oberen Swratka). Nördlich erhebt sich der Na Počátcích (625 m. n.m.), im Nordosten die Příčnice (642 m. n.m.), östlich der Kalčův vrch (625 m. n.m.), im Süden der Štěrbův kopec (Schmidtberg; 693 m. n.m.) sowie südwestlich der Proházkův kopec (684 m. n.m.). Das Dorf liegt auf dem Gebiet des Naturparks Údolí Křetínky.
Nachbarorte sind Jedlová und Hamry im Norden, Manova Lhota und Svojanov im Osten, Hlásnice und Nyklovice im Süden sowie Bystré im Westen.

## Geschichte
Hartmanice wurde wahrscheinlich im 11. Jahrhundert gegründet. 1437 wurde der Ort in der Schenkungsurkunde Kaiser Sigismunds über die Herrschaft Svojanov als Krönungsmitgift an seine Frau Barbara von Cilli erstmals urkundlich erwähnt. Nach der Teilung der Swojanower Herrschaft war Hartmanice bis zur Aufhebung der Patrimonialherrschaften im Jahre 1848 Teil der Bistrauer Herrschaft und war dann bis 1855 dem politischen Bezirk Leitomischl zugeordnet.
1712 erwarb Jakob Hannibal III. von Hohenems den Bistrauer Besitz. Ein Jahr später brach eine Pestepidemie aus, an der 36 Einwohner starben. 1788 errichtete Gräfin Marie Rebekka Josefa von Harrach, geborene Hohenems in Bistrau eine Schule für die ganze Herrschaft. Von 1855 bis zu dessen Auflösung im Jahre 1960 gehörte der Ort, mit einer Unterbrechung von fünf Jahren, als er während der deutschen Besetzung von 1940 bis 1945 Teil des Bezirks Boskowitz war, zum Bezirk Politschka. 1867 begann der Unterricht an der Dorfschule.

## Sehenswürdigkeiten
- Kapelle des hl. Johannes von Nepomuk (Hartmanská kaplička), aus dem 18. Jahrhundert auf einem Hügel westlich des Dorfes